# Filipe, Duque de Anjou
Filipe Luís da França, Duque de Anjou (em francês: Philippe-Louis de France; Versalhes, 30 de agosto de 1730 — Versalhes, 7 de abril de 1733) foi um príncipe francês e o segundo filho do rei Luís XV de França e da rainha Maria Leszczyńska. Como filho do rei francês, era titulado filho da França e também desde seu nascimento intitulado Duque de Anjou.

## Nascimento e infância
Filipe nasceu no palácio de Versalhes em 30 de Agosto de 1730, o segundo filho e a quinta criança de Luís XV da França e Maria Leszczyńska. Como filho do rei, ele ocupou o posto de um Filho da França, que também lhe deu o direito ao estilo de Alteza Real. Em sua curta vida, ele foi o homem mais importante na corte, depois de seu pai e seu irmão mais velho Luís.
Filipe foi nomeado duque de Anjou desde o nascimento; este título foi concedido por último a seu pai, desde seu nascimento em 1710 até sua ascensão ao trono em 1715.
Filipe cresceu em Versalhes com seu irmão mais velho Luís, suas irmãs gêmeas Luísa Isabel e Henriqueta. Em sua curta vida, Filipe viu o nascimento de sua irmã mais nova Maria Adelaide, em março de 1732, e a morte de sua irmã mais velha Maria Luísa, de um resfriado, em fevereiro de 1733.

## Morte
Sempre uma criança doentia, Filipe era atendido por um grupo de atendente, enquanto as crianças eram cuidados por mulheres até os cinco anos de idade. Como parte de suas crenças intensamente supersticiosas, as mulheres misturaram a terra do túmulo de São Medardo com sua comida; a criança recebeu tanta terra que seus órgãos falharam. Como resultado, Filipe morreu em Versalhes em 7 de Abril de 1733, aos dois anos de idade.